# Thanh Duy
Phạm Trần Thanh Duy, thường được biết đến với nghệ danh Thanh Duy hay Delilah (sinh ngày 30 tháng 11 năm 1986), là một nam ca sĩ người Việt Nam. Anh nổi tiếng khi trở thành á quân của mùa thứ hai trong chương trình Vietnam Idol.

## Tiểu sử
Thanh Duy tên thật là Phạm Trần Thanh Duy, sinh ngày 30 tháng 11 năm 1986 tại Trà Vinh. Thanh Duy từng là học sinh chuyên Anh của trường Trung học phổ thông chuyên Trà Vinh, tốt nghiệp với số điểm 3,4/4 chuyên ngành Sư phạm Anh tại Đại học Cần Thơ. Trước khi lấn sang lĩnh vực ca hát, anh làm thầy giáo dạy tiếng Anh và từng giảng dạy cho một trung tâm tiếng Anh thuộc Bộ Ngoại giao.

## Sự nghiệp
Năm 2008, Thanh Duy tham gia thử giọng tại thành phố Hồ Chí Minh. Vượt qua 15.000 thí sinh thử giọng, 92 thí sinh khác ở vòng nhà hát, anh trở thành á quân của mùa thứ hai chương trình Vietnam Idol với tỉ lệ bình chọn 39%, so với thí sinh Quốc Thiên (61%) vào ngày 14 tháng 1 năm 2009. Với danh hiệu này, Thanh Duy bắt đầu sự nghiệp ca hát của mình.
Năm 2014, Thanh Duy tham gia chương trình Cùng Nhau Tỏa Sáng và xuất sắc giành ngôi vị quán quân của chương trình. Năm 2015, Thanh Duy tham gia mùa thứ ba của chương trình Gương Mặt Thân Quen và kết thúc ở vị trí quán quân với màn hóa thân thành Thu Hiền.
Cũng trong năm 2014, Thanh Duy lần đầu chạm ngõ điện ảnh với Đập Cánh Giữa Không Trung của đạo diễn Nguyễn Hoàng Điệp với vai diễn Linh. Vai diễn này đã giúp cho anh Thanh Duy đã nhận được giải thưởng Nam diễn viên phụ xuất sắc nhất tại Liên hoan phim Việt Nam lần thứ 19 (2015) và giải Nam diễn viên xuất sắc tại Viet Film Fest 2015.
Năm 2018, Thanh Duy xuất hiện trong chương trình Ký Ức Vui Vẻ với vai trò là đội trưởng của đội thập niên 2000. Anh đồng hành cùng chương trình xuyên suốt mùa 1, mùa 2 và một số tập của mùa 3.
Năm 2021, sau hơn hai năm im ắng trên thị trường âm nhạc, Thanh Duy tham gia mùa đầu tiên của chương trình Thần tượng đối thần tượng, thuộc đội của cặp master Hà Lê và Nimbia. Trải qua hành trình, anh đã để lại dấu ấn sâu đậm với khán giả qua những sân khấu được đầu tư hoành tráng, những ca khúc tự sáng tác, phối trên nền nhạc bắt tai, mang nhiều thông điệp ý nghĩa. Trong đêm chung kết xếp hạng, Thanh Duy đã biến hóa thành nghệ sĩ drag queen Delilah, hiện thân của một tâm hồn tự do phóng khoáng, phá vỡ mọi luật lệ hay giới hạn, không bị ràng buộc bởi bất cứ nỗi sợ hoặc định kiến nào. Cũng trong khoảng thời gian này, Thanh Duy bắt đầu tập sáng tác những ca khúc của riêng mình và mang đi biểu diễn. Nam ca sĩ cũng dần tìm ra được dòng nhạc yêu thích của mình là dance.
Năm 2022, nhằm kỷ niệm 15 năm ca hát, Thanh Duy đã tổ chức liveshow âm nhạc Delilah Land với concept rạp xiếc và drag-queen show. Cũng tại liveshow này, hình tượng drag queen của nam ca sĩ có nghệ danh Delilah chính thức ra mắt.
Năm 2023, Thanh Duy tiếp tục tham gia mùa thứ 7 của chương trình truyền hình âm nhạc mang tên Trời Sinh Một Cặp, nơi anh trở thành huấn luyện viên của thí sinh Duy Khiêm Ngố và cả hai đã xuất sắc trở thành quán quân.
Năm 2024, Thanh Duy là một trong 33 nghệ sĩ nam tham gia chương trình Anh Trai Vượt Ngàn Chông Gai và đã để lại dấu ấn sâu sắc cho người xem qua những màn trình diễn tiêu biểu như Tình Anh Bán Chiếu, Dẫu Có Lỗi Lầm, Là Anh Đó, Chiếc Khăn Piêu,... . Với giọng hát nội lực, kinh nghiệm trình diễn và xử lí sân khấu dày dặn, cùng khả năng biến hoá đa dạng và khôn lường qua nhiều thể loại nhạc, Thanh Duy đã xuất sắc đi đến vòng chung kết của chương trình và gia nhập Gia tộc toàn năng cùng 16 anh tài khác.
Cuối năm 2024, Thanh Duy trở lại điện ảnh sau nhiều năm với dự án phim kinh dị Dưới Đáy Hồ của đạo diễn Trần Hữu Tấn.

## Âm nhạc

### Album phòng thu và đĩa mở rộng
| Năm  | Tên                          | Danh sách bài hát | Ghi chú               |
| ---- | ---------------------------- | --- | --------------------- |
| 2009 | Chàng Trai Dễ Thương (Vol 1) | - Chàng Trai Dễ Thương - Mũi Tên Tình Yêu - Đố Tình - Kút Kít (Xe Đạp) - Ghen - Ngày Buồn Tênh - Oh Oh Ngày Ấy - Gia Đình Tôi - Tôi Yêu                                             |                       |
| 2016 | Xuân 1986                    | - Đêm Giao Thừa Nghe Một Khúc Dân Ca - Cánh Thiệp Đầu Xuân - Ai Lên Xứ Hoa Đào - Câu Chuyện Đầu Năm - Ngày Xuân Tái Ngộ - Thiên Đường Ái Ân                                         |                       |
| 2022 | Why Im Sad                   | - Round Footprints - The Towel For You - Waiting For the Past - Where I Have Fun - Why Im Sad                                                                                       |                       |
| 2023 | Delilah's Party              | - DELILAH - Turn Me On - Magic (extended mix) - I Celebrate U - Xập Xình (extended mix) - Real Queen - Turn Me On (extended mix) - DELILAH (extended mix)                           | Delilah ft. Thanh Duy |
| 2024 | Thiên Ca                     | - Thở Ra Thở Vào - Gọi Tên Hạnh Phúc - Cười Với Thênh Thang - Mình Là Chiếc Lá - Em Yêu Hoa Hồng - Ai Bảo Đi Tu Là Khổ - Cơn Giận Thành Hồ Sen - Hiểu Và Thương - Hạnh Phúc Bây Giờ |                       |

### Đĩa đơn
- Hahaha (2012)
- Giấc Mơ Không Còn Là Giấc Mơ (2014)
- Những Lời Buồn (2015)
- Tonight (Remix) (2015)
- Follow Your Dream (2016)
- Trái Tim Nhân Mã (2016)
- Lỗi Ở Yêu Thương (2016)
- Tự Mình (2017)
- Người Lạ Thân Quen (2018)
- Anh Không Theo Đuổi Em Nữa (2019)
- 00:00 (2021)
- Magic (2021)
- Lý Ngựa Ôld (2021)
- Sugar Daddy / Ba Đâyyy (2021)
- Thở Ra Thở Vào (2021)
- Tình Anh Bán Chiếu (2021)
- Xập Xình (2021)
- I Celebrate U (2023)
- Real Queen (2023)
- DELILAH (2023)
- Turn Me On (2023)
- Nôn Cưới (2024)
- TINH TÚ CẦU (2024)
- Không Quê Đâu Nha (2025)
- WERK (2025)

## Danh sách phim

### Phim điện ảnh
| Năm  | Tiêu đề                           | Vai diễn |
| ---- | --------------------------------- | -------- |
| 2014 | Đập cánh giữa không trung         | Linh     |
| 2018 | Dream Man - Lời kết bạn chết chóc | Phong    |
| 2025 | Dưới đáy hồ                       | Hùng     |

### Phim chiếu mạng
| Năm  | Tiêu đề          | Vai diễn      |
| ---- | ---------------- | ------------- |
| 2025 | Về quê có gì vui | anh bán chiếu |

## Thành tích

### Giải thưởng và đề cử
| Năm  | Giải thưởng                       | Hạng mục                   | Kết quả   |
| ---- | --------------------------------- | -------------------------- | --------- |
| 2015 | Liên hoan phim Việt Nam           | Nam diễn viên phụ xuất sắc | Đoạt giải |
| 2015 | Đại hội Điện ảnh Việt Nam quốc tế | Nam diễn viên xuất sắc     | Đoạt giải |

### Giải thưởng từ các cuộc thi
- Á quân Vietnam Idol (2008)
- Quán quân Cùng Nhau Toả Sáng (2014)
- Quán quân Gương Mặt Thân Quen (2015)